# カザーリ・デル・マンコ
カザーリ・デル・マンコ（イタリア語: Casali del Manco）は、イタリア共和国カラブリア州コゼンツァ県にある、人口約10,000人の基礎自治体（コムーネ）。

## 地理

### 位置・広がり

#### 隣接コムーネ
隣接するコムーネは以下の通り。
- アプリリアーノ
- チェーリコ
- コゼンツァ
- ロンゴブッコ
- ピエトラフィッタ
- ロヴィート
- サン・ジョヴァンニ・イン・フィオーレ
- スペッツァーノ・デッラ・シーラ

## 行政

### 分離集落
カザーリ・デル・マンコには、以下の分離集落（フラツィオーネ）がある。
- Acqua Coperta, カーゾレ・ブルーツィオ, Verticelli,Casolesi, Catena, Cavaliere, Cicerata, Cribari, Croce Di Magara, Feruci, Lago Ariamacina, Lago Votturino, Lorica (in parte), Lorichella, Magli, Macchia, Mellaro, Morelli, Morelli Catena Sottana, Neto Di Ferrara, Neto Di Monaco, ペダーチェ, Perito, Pizzicarizia, Righitano, Righìo, San Nicola Silano, Silvana Mansio, Scalzati, Schiavonea di Trenta, Sculca, Sculchiella, セッラ・ペダーチェ, スペッツァーノ・ピッコロ, トレンタ